# Peugeot 3008
Peugeot 3008 är en Crossover/SUV modell från Peugeot tillverkad sedan 2009. Modellen erbjuds med bensinmotor på 1,6 liter med eller utan turbo samt med en 2,0 liters dieselmotor.

## Motoralternativ
| Modell  | Årsmodell | Motor                   | Cylindervolym | Effekt | Vridmoment | Bränslesystem             |
| ------- | --------- | ----------------------- | ------------- | ------ | ---------- | ------------------------- |
| 1.6 VTi | 2010-     | 4-cyl radmotor DOHC 16V | 1598 cm³      | 120 hk | 160 Nm     | Bränsleinsprutning        |
| 1.6 THP | 2010-     | 4-cyl radmotor DOHC 16V | 1598 cm³      | 156 hk | 240 Nm     | Bränsleinsprutning, turbo |
| 1.6 HDi | 2010-     | 4-cyl radmotor DOHC 16V | 1560 cm³      | 109 hk | 240 Nm     | Turbodiesel               |
| 2.0 HDi | 2010-     | 4-cyl radmotor DOHC 16V | 1997 cm³      | 150 hk | 340 Nm     | Turbodiesel               |

## Peugeot 3008 SUV (2016 - )
En ny generation av 3008 lanserades 2016, och som tillnamnet SUV antyder har den blivit en mer renodlad SUV och lämnat MPV-formatet. Det betyder lite högre markfrigång, något sämre innerutrymmen, men i stort sett samma storleksklass och målgrupp som tidigare. Att det inte är någon renodlad terrängbil framgår av att den enbart finns med framhjulsdrivning. 